# Samsung Galaxy W

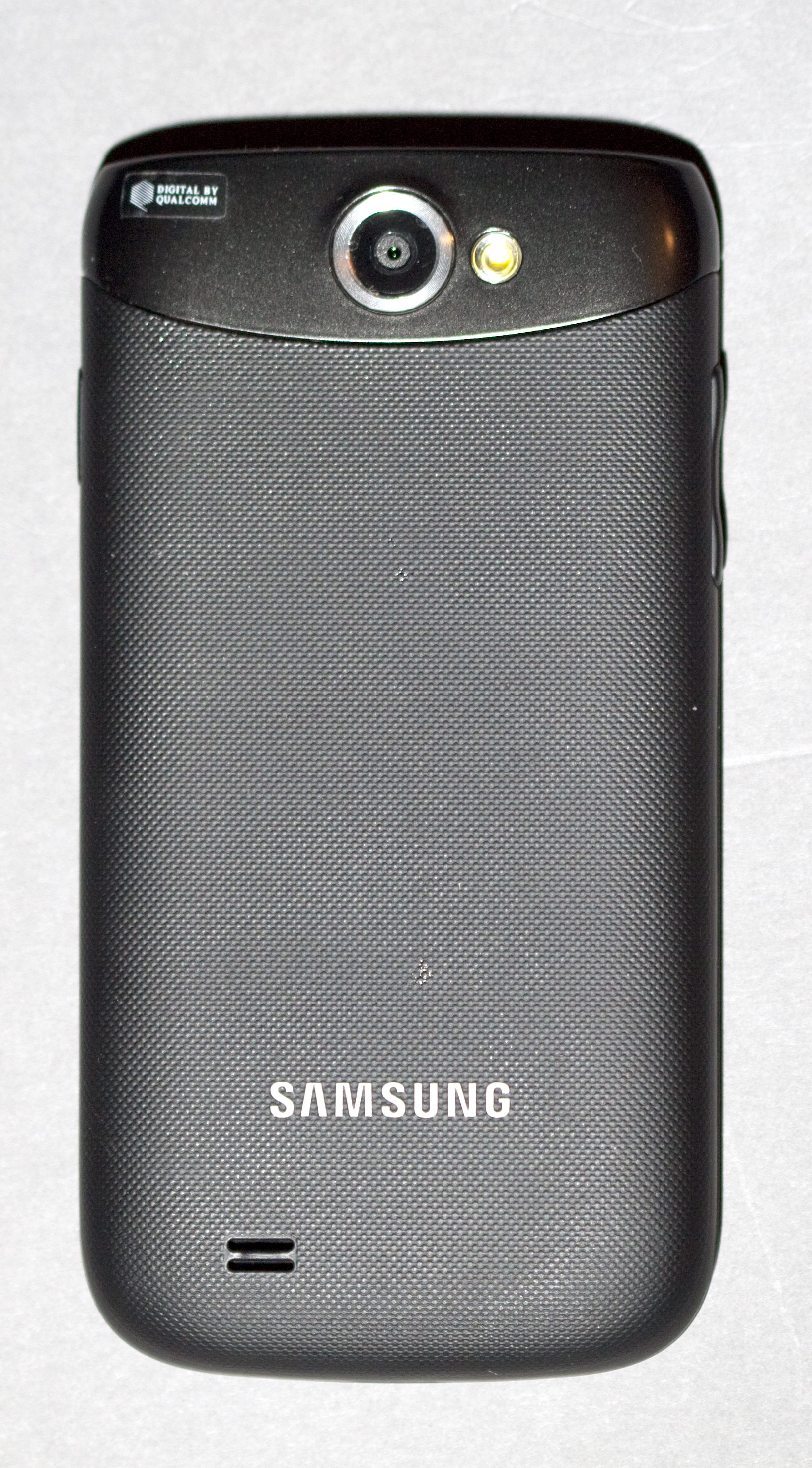
Retro

Il Samsung Galaxy W i8150 (GT-i8150) è uno smartphone progettato e prodotto da Samsung, facente parte della serie Samsung Galaxy e basato sul sistema operativo open source Android. Il dispositivo appartiene alla serie Galaxy.
È stato annunciato da Samsung ad agosto del 2011 come variante più piccola del Samsung Galaxy S II. Le caratteristiche tecniche del Galaxy W sono un gradino più in basso rispetto a quelle del Samsung Galaxy S II, con un livello comparabile a quello del più largo Samsung Galaxy R. Il Galaxy W è caratterizzato da uno schermo touch screen capacitivo di 3,7 pollici (9.34 cm) TFT con una risoluzione di 480x800 (WVGA). Il Galaxy W è caratterizzato da una videocamera da 5 megapixel, capace di registrare filmati a 720p. La principale differenza tra il Galaxy W e gli altri modelli è il suo processore (1.4 GHz single core prodotto da Qualcomm), la più alta densità di pixel rispetto al Galaxy S II ed il Galaxy R, ed un design leggermente differente.
Prima del rilascio del Samsung Galaxy S II, circolavano notizie di un progetto di Samsung per realizzare un cellulare S II ridotto (similarmente all'HTC HD Mini, che è una versione ridotta dell'HTC HD2).

## Nome
Il nome Modello i8150 è stato scelto utilizzando il sistema di denominazione per smartphone Samsung, secondo cui, i modelli con la lettera "W" nel nome (in inglese Wonder, meraviglioso) appartenevano al momento del rilascio al segmento di fascia media.

## Descrizione

### Processore e grafica
Il sistema di questo Galaxy è basato sul SOC della società statunitense Qualcomm. Si tratta di un modello della linea Snapdragon S2, con nome in codice MSM8255T. Funziona con una velocità di clock di 1,4 GHz ed è realizzato in tecnologia a 45 nm (single core).
Motore grafico di questo modello è la GPU Adreno 205.
Lo stesso sistema hardware è presente anche nel Galaxy i9001 S Plus.

### Display
Il GT-i8150 è dotato di un touch screen capacitivo, con una diagonale da 3,7" full touch screen 800x480 (9,4 centimetri), realizzato in tecnologia LCD TFT. Questo display di tipo Multi-Touch ha una densità di circa 252 pixel per pollice. Visualizza schermate con 16.777.216 colori.

### Memoria
Il telefono dispone di 4 gigabyte di memoria storage interna (1gb per le applicazioni, 1,7gb per i dati, 1,3gb per i sistema operativo), espandibile tramite una scheda microSD o microSDHC fino a 32GB . La memoria RAM è di 512 MB (di tipo DDR) dei quali 351mb sono disponibili all'utente, mentre i restanti 161 sono riservati al sistema operativo.

### Fotocamera
Il Galaxy W è dotato di due fotocamere. Quella principale, con risoluzione di 5 megapixel AF con flash led, può registrare video in standard 720p (1280x720) , ma non può usare lo zoom a risoluzione massima. Una seconda fotocamera frontale per le videochiamate, ha una risoluzione di 0,3 megapixel. La fotocamera principale ha un flash-led e l'autofocus integrato.

### Comunicazioni
L'I8150 è dotato di una porta micro-USB di tipo 2.0 ed un jack per cuffie (mini jack). Il telefono comunica anche via WiFi con standard b/g/n e con Bluetooth versione 3.0.

### Sistema
Telefono si basa sul sistema operativo di Google, Android Gingerbread versione 2.3.5 (in alcuni paesi aggiornabile alla 2.3.6) e utilizza l'interfaccia proprietaria di Samsung TouchWiz 4.0.

## Modelli simili
Un dispositivo molto simile al Galaxy W è l'I9000 - Galaxy S Plus i9001. Ha delle specifiche hardware simili (CPU 1.4 GHz, fotocamera 5mpx, 512MB di RAM), ma è dotato di un display più grande di 4.0" con una migliore tecnologia (Super AMOLED) e la medesima risoluzione di 480x800 pixel. Il Galaxy W vanta però la presenza di un flash LED che affianca la fotocamera posteriore.